# Cyrtocamenta fortipes
Cyrtocamenta fortipes är en skalbaggsart som beskrevs av Louis Burgeon 1945. Cyrtocamenta fortipes ingår i släktet Cyrtocamenta och familjen Melolonthidae. Inga underarter finns listade i Catalogue of Life.